# Unió Francesa
La Unió Francesa (en francès: Union Française) va ser l'entitat política en vigor durant la IV República instaurada per la Constitució francesa del 27 d'octubre de 1946.
Aquesta entitat va ser creada com un nou model continuador de l'administració de l'antic sistema colonial amb el qual s'havia governat part de l'Imperi francès. El fracàs de la seva política es va fer palesa en conflictes com les guerres d'Indoxina o Algèria, que van acabar provocant la crisi econòmica, social i institucional tant de la Unió com del sistema de la Quarta República. Això desembocaria en la constitució de la V República el 1958 i la seva substitució, segons la Constitució de 1958 per la Comunitat Francesa (en francès: Communauté française).

## Orígens
El Preàmbul de la Constitució francesa recollia la voluntat d'instaurar una Unió Francesa sense discriminació entre els seus membres i així declarava que, França forma amb els seus pobles d'ultramar una Unió fundada sobre la igualtat de drets i deures, sense distinció de raça ni de religió (La France forme avec les peuples d'outre-mer une Union fondée sur l'égalité des droits et des devoirs, sans distinction de race ni de religión.).
La Unió Francesa va sorgir com a resposta a la Carta de les Nacions Unides del 25 d'agost de 1945 i el model britànic de la Mancomunitat de Nacions, constituïda també el 1946. Segons la Constitució, la Unió havia de procurar el desenvolupament de la civilització i cultura comunes així com preservar la defensa, encara que a continuació la mateixa constitució declarava l'interès de la nació francesa per permetre l'accés a l'autonomia i a la democratització dels pobles, rebutjant les pràctiques colonialistes.
Els principis i organització de la Unió estaven estipulats en el Títol VIII (de la Unió Francesa) que corresponia als articles 60 a 82 de la constitució. Al seu torn, estava formada per la França metropolitana, departaments i territoris d'ultramar juntament amb els estats i territoris associats, tenia per missió principal (Art. 62°) la posada en comú i coordinació de tots els mitjans necessaris per a la defensa dels seus membres.
La Unió estava presidida pel mateix president de la República francesa i organitzada entorn de l'Alt Consell (Haut Conseil) i l'Assemblea (Assemblée). En l'Alt Consell tenien representació membres del govern francès i representants de cadascun dels Estats associats. En l'Assemblea, la meitat dels representants provenien de la metròpoli mentre que l'altra meitat estava constituïda per representants dels departaments i territoris d'ultramar (outre-mer) i Estats associats de manera proporcional a la seva població. Els membres dels departaments i territoris d'ultramar havien de ser triats per les mateixes assemblees locals o consells i els representants dels Estats associats segons les seves normes i legislacions internes. L'Assemblea és convocada i clausurada pel President de la Unió Francesa o per petició de la meitat dels seus representants.
La Constitució de la IV República va instaurar la qualitat de ciutadà de la Unió francesa que igualava en drets i llibertats als nascuts a França amb els ciutadans de cada Estat associat. Malgrat la declaració constitucional, la feblesa del sistema polític i dels successius governs van portar a conduir una política maldestra en matèria de descolonització, que no va suposar ni la ruptura amb l'esperit colonial del Empire ni va acabar per acceptar les aspiracions dels pobles indígenes pel que ràpidament en diversos territoris es van adoptar mesures de repressió que van provocar conflictes violents.

## Conflictes de la Unió Francesa
Al cap de poc de la seva instauració, la Unió Francesa va intervenir en 1946 en la negociació entre el govern i els representants nacionalistes vietnamites que va resultar en els acords Ho Chi Minh-Sainteny-Leclerc, però que no van poder evitar l'escalada de violència a la regió amb episodis com el bombardeig de Haiphong el 23 de novembre de 1946 o l'atac al barri europeu de Hanoi del 19 de desembre de 1946. La derrota francesa a la batalla de Dien Bien Phu el 7 de maig de 1954 després de la guerra oberta entre 1952 i 1954 portaria als acords de Ginebra de juliol de 1954, pels quals la Indoxinesa Francesa abandonaria la Unió i quedaria dividida en els estats de Cambodja, Laos i Vietnam.
A Algèria la política de repressió de la Unió es va fer palesa a partir de les pressions dels colons que no acceptaven l'estatut d'autonomia de 1947. El descontentament de la població nativa es va traduir en el moviment d'insurrecció armat declarat pel Front d'Alliberament Nacional (FLN) que portaria la inestabilitat a tota la regió. A partir de l'1 de novembre de 1954 es declararia una guerra civil entre els partidaris de la metròpoli i els nacionalistes independentistes d'Algèria. La fracassada Campanya de Suez de 1956 conduiria a l'ensulsiada del prestigi de la diplomàcia francesa i a la feblesa de les seves posicions al Tercer Món, el rebuig de la Unió Soviètica i l'abandó dels Estats Units, causant una forta divisió i crisi econòmica en la societat metropolitana.
El 30 de març de 1947 esclata la revolució nacionalista malgache que seria violentament reprimida.
El rei Mohamed V del Marroc va ser obligat a exiliar-se a Madagascar mentre que era empresonat el líder tunisià Habib Burguiba. Finalment Tunísia i el Marroc obtindrien la seva independència en 1956.